# Operacja Safari
Operacja Safari lub samozatopienie floty duńskiej – niemiecka operacja wojskowa w trakcie II wojny światowej podjęta 29 sierpnia 1943, mająca na celu likwidację odrębnej armii Danii i przejęcie jej okrętów, zakończona samozatopieniem większości okrętów duńskich przez załogi w bazach, ucieczką do Szwecji nielicznych okrętów i zajęciem baz floty wraz ze zdobyciem pozostałych mniejszych okrętów przez Niemcy.

## Kontekst polityczny i militarny
Po zajęciu przez Niemcy bez stawiania zorganizowanego oporu 9 kwietnia 1940, Dania trafiła pod faktyczną okupację niemiecką, przy zachowaniu pozorów suwerennego i neutralnego państwa. Duńska Marynarka Wojenna nadal pozostawała w rękach rządu Danii, aczkolwiek Niemcy nałożyli na nią restrykcje i mieli nadzór nad ruchami jej okrętów, a samodzielnie mogła działać jedynie w Isefjordzie na Zelandii. Jej zadania bojowe ograniczały się do trałowania min na wodach duńskich. Niemcy zmusili Danię do rozbrojenia, a następnie w lutym 1941 do wypożyczenia im sześciu torpedowców o największej wartości bojowej typów Dragen i Glanten.
W 1943 w Danii swoją działalność wzmógł ruch oporu, dochodziło do strajków i sabotażu, ze szczególnym nasileniem tych aktów w sierpniu. 28 sierpnia pełnomocnik Niemiec w tym kraju Werner Best skierował do rządu Danii ultimatum, domagając się m.in. zakazu strajków i zgromadzeń, wprowadzenia cenzury i kary śmierci za sabotaż. Dania odrzuciła te żądania, wobec czego dowódca wojsk niemieckich w tym kraju Hermann von Hanneken przejął władzę wojskową i zarządził na 29 sierpnia wprowadzenie stanu wyjątkowego. Jednocześnie Niemcy zdecydowali wdrożyć planowane już od czerwca 1943 rozbrojenie duńskiej armii i przejęcie okrętów jej marynarki, pod kryptonimem operacji Safari. Rozkaz do przeprowadzenia operacji został wydany 29 sierpnia o godz. 0:15, a jej rozpoczęcie miało nastąpić o godzinie 4:00.
Jeszcze w maju 1943 dowódca marynarki duńskiej wiceadmirał Aage Helgesen Vedel sformułował tajne rozkazy zakazujące oddania okrętów Niemcom i przewidujące ich odejście do neutralnej Szwecji lub samozatopienie. 27 sierpnia dowództwo marynarki nakazało flocie gotowość. Przewidując możliwość akcji niemieckiej, w nocy z 28 na 29 sierpnia nakazano podniesienie zwodzonych mostów prowadzących do portu w celu jej utrudnienia.

## Przebieg operacji

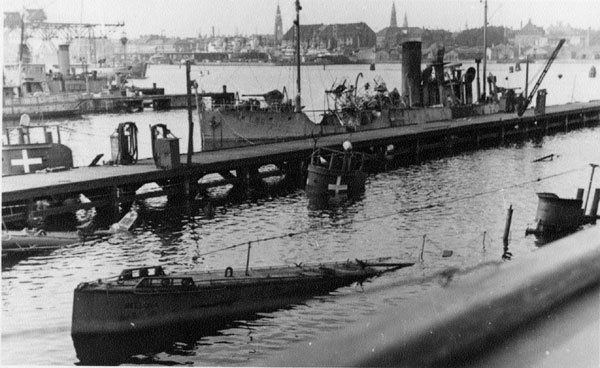
Zatopione okręty podwodne i okręt-baza „Henrik Gerner”

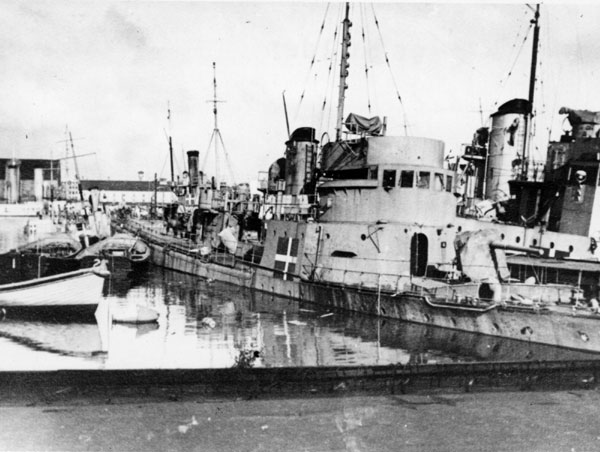
Zatopiony w Kopenhadze trałowiec „Søhunden”

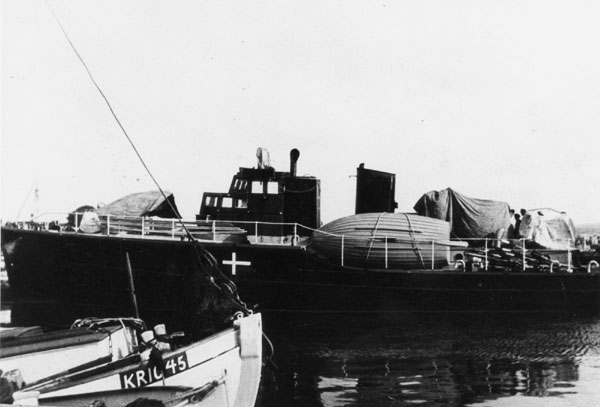
Trałowiec MS 1 po ucieczce do Szwecji

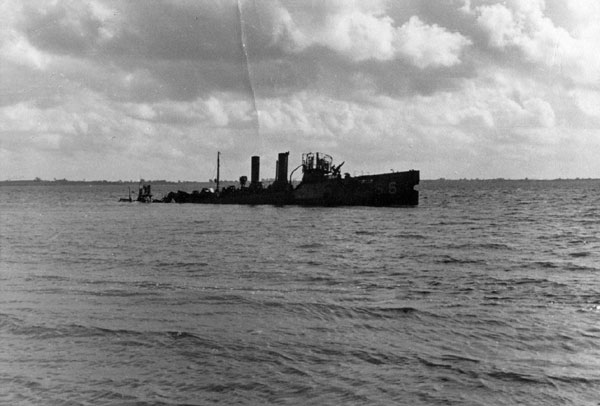
Trałowiec „Havørnen” osadzony na brzegu

Niemcy przystąpili do rozbrajania oddziałów duńskich 29 sierpnia przed 4. rano. O godzinie 4:08 dowództwo floty poleciło przekazać okrętom stacjonującym w głównej bazie Holmen w Kopenhadze sygnał do samozatopienia. W ucieczce z portu przeszkadzał silny deszcz utrudniający manewrowanie, a także kontrolowanie wyjścia z portu przez Niemców. Od godziny 4:12 przez pół godziny duńskie okręty w Holmen były topione za pomocą przygotowanych ładunków wybuchowych, a niektóre podpalane. Zatopiono 26 okrętów, w tym największy z nich pancernik obrony wybrzeża „Peder Skram”; torpedowce: „Sælen”, „Makrelen”, „Nordkaperen”, „Hvalrossen”; okręty podwodne: „Rota”„Bellona”, „Flora”, „Daphne”, „Dryaden”, „Havfruen”, „Havmanden”, „Havkalen”, „Havhesten”; trałowce: „Søbjørnen”, „Søhunden”, „Søulven”, MS 4, MS 8; stawiacze min: „Lindormen”, „Laaland”, „Lougen”, „Sixtus”, „Kvintus”, „Lossen” i okręt „Skagerak”, a okręt-bazę „Henrik Gerner” spalono. Spośród nich, torpedowiec „Sælen” podjął próbę wypłynięcia, ale została ona uznana za pozbawioną szans i zatopiono go w zachodniej części portu. Zatopiono też wycofany ze służby trałowiec (dawny torpedowiec) „Søhunden”, a bliźniaczy „Narhvalen” będący w remoncie został uszkodzony. W tym czasie niemieccy żołnierze opanowywali nabrzeża, doszło też do strzelanin. Do godziny 7 baza została zajęta, a duńscy oficerowie wzięci do niewoli. W Kopenhadze Niemcy zdobyli też okręty ochrony rybołówstwa „Beskyterren” i „Hejmdal”.
W Kalundborgu na północnym zachodzie Zelandii stacjonowały trałowce „Søhesten”, MS 2 i kutry patrolowe P6, P26 i P27. Jednostki te nie otrzymały rozkazu o samozatopieniu, prawdopodobnie z powodu zakłóceń w łączności, i około godziny 5 zostały zajęte przez niemieckich żołnierzy.
W Korsør na zachodzie Zelandii nad Wielkim Bełtem stacjonowały trałowce „Søløven”, „Søridderen”, „Springeren”, „Hajen” i kutry patrolowe P2, P9, P21 i P32. W bazie tej stacjonowały już także okręty i wojsko niemieckie, w związku z czym szybko w ciągu kilkunastu minut od godziny 4 Niemcy opanowali siłą okręty duńskie, używając przy tym granatów i broni maszynowej. Na trałowcu „Søridderen” zginął przynajmniej jeden niemiecki oficer, który wszedł na pokład. W okolicy o godzinie 10:45 niemiecki trałowiec M 413 zdobył też okręt ochrony rybołówstwa „Ingolf”.
W pobliskim Skælskør przebywał mały trałowiec MS 1, który wyszedł w morze i, zamaskowany czarną farbą na jednostkę cywilną, płynąc na południe zdołał 31 sierpnia dotrzeć do Trelleborgu w Szwecji.
W Nyborgu na wyspie Fionia stacjonowały trałowce MS 5, MS 6 i kutry patrolowe P4, P7, P22 i P34. Jednostki te również zostały o godzinie 4:15 opanowane siłą przez Niemców z użyciem granatów i broni maszynowej, przy tym z powodu nierozpoznania własnych sił w ciemności Niemcy stracili w potyczce od własnego ognia 7 ludzi.
W Rudkøbing na wyspie Langeland stacjonował trałowiec MS 9 i kutry patrolowe P14 i P19, z których MS 9 przedostał się 30 sierpnia do Szwecji, a kutry zostały potem zdobyte przez Niemców.
W Stubbekøbing na wyspie Falster stacjonował trałowiec (dawny torpedowiec) „Havørnen”, który podjął próbę rejsu do Szwecji, lecz został przechwycony przez niemiecki okręt, który uniemożliwił mu wyjście na otwarte morze, po czym duński dowódca wyrzucił okręt na skały. 
Okręt obrony wybrzeża „Niels Iuel”, który przebywał w Holbæk na Zelandii, podjął próbę przedarcia się do Szwecji, ale przed opuszczeniem fiordu został uszkodzony bliskimi upadkami bomb z samolotów niemieckich i został wyrzucony na brzeg oraz samozatopiony przez załogę. Kilka osób z jego załogi odniosło przy tym rany, a jedna potem zmarła.
Ponadto, trałowiec MS 3 został o 5:45 zdobyty przez niemiecki trałowiec M 423 na redzie Køge. W różnych portach Niemcy zdobyli łącznie wszystkie 38 kutrów patrolowych serii P1 – P38 i dziewięć spośród kutrów serii K1 – K18 (były to różne małe jednostki odpowiadające kutrom rybackim, przy tym jednostki oznaczone K służyły także jako kutry trałowe). Oprócz wymienionych wcześniej MS 1 i MS 9, do Szwecji ponadto przedostał się torpedowiec „Havkatten”, trałowiec MS 7 i dziewięć kutrów: K3, K6, K8, K10, K11, K12, K13, K15 i K17. Zatopiony został ponadto okręt patrolowy ochrony rybołówstwa „Hvidbjörnen”, a według niektórych źródeł także „Hejmdal”.
Ogółem na 51 okrętów marynarki duńskiej, nie licząc małych kutrów patrolowych, 32 zostały zniszczone, 13 przedostało się do Szwecji, a reszta została zdobyta (głównie trałowce i kutry). Zatopione okrętów zostały na ogół podniesione przez Niemców, jednakże tylko nieliczne z nich zostały faktycznie wyremontowane i wcielone do służby.
Silniejszy opór duński Niemcy raportowali tylko w Skagen.

## Dalsze losy okrętów duńskich
Niemcy wcielili do służby zdobyte trałowce: „Søløven” (jako MA 1, następnie Vs 1201 i Vs 63), „Søridderen” (MA 4, Vs 1202, Vs 64), „Søhesten” (MA 5, Vs 1203, Vs 65) i podniesiony „Søhunden” (MA 6, Vs 1204, Vs 66), natomiast podniesione „Søbjørnen” i „Søulven”, mimo przydzielenia im niemieckich numerów, złomowali. Wcielili nadto małe trałowce MS 2, MS 3, MS 5, MS 6 (jako odpowiednio Vs 1211, Vs 119, Vs 1212, Vs 1213), a po podniesieniu i remoncie także MS 8 i MS 10. Wszystkie wcielone trałowce przetrwały wojnę i zostały zwrócone Danii. Trałowiec MS 4 został całkowicie zniszczony, natomiast pozostałe trzy MS 1, MS 7 i MS 9 dostały się do Szwecji.
Z zatopionych sześciu stawiaczy min, „Lossen”, „Lougen”, „Sixtus” i „Kvintus” zostały podniesione, lecz nie zakończono ich remontu, „Lindormen” wszedł do służby dopiero w listopadzie 1944 jako okręt patrolowy V 1601, a „Laaland” w październiku 1944 jako trałowiec. Niemcy nie zakończyli również remontu okrętu warsztatowego „Henrik Gerner” i okrętu ochrony rybołówstwa „Hvidbjörnen”.
Okręty ochrony rybołówstwa „Freja” i „Hejmdal” weszły do służby jako okręt szkolny „Südpol” i okręt doświadczalny „Nerger”. Okręt ochrony rybołówstwa „Ingolf” wszedł do służby jako okręt-baza „Sleipner”. Okręt ochrony rybołówstwa „Beskyterren” wszedł do służby jako patrolowiec pod tą samą nazwą. Okręt obrony wybrzeża „Niels Iuel” po podniesieniu i remoncie służył jako szkolny „Nordland”. Pancernik obrony wybrzeża „Peder Skram” został podniesiony i po prowizorycznej naprawie przebudowany na stacjonarną baterię przeciwlotniczą „Adler”.